# مهروان

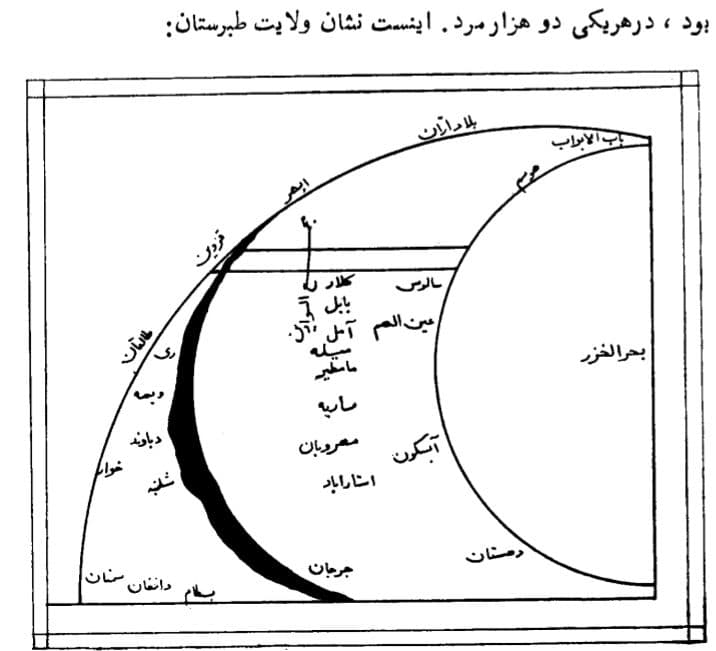
نقشه طبرستان در کتاب عجایب‌المخلوقات که شهر «مهروبان» را میان ساریه و استرآباد نشان می‌دهد.

مهروان یا مهروبان نام شهری بود که پیش از این در طبرستان وجود داشت. این شهر در شرق ساری در شهر رستمکلا کنونی واقع شده است. از مهروان در ده فرسخی ساری و دارای مسجد و پادگانی هزار نفری یاد کرده‌اند که رودی به نام خود دارد که عوام آن را «مهربان رود» واقع در رستمکلا کنونی گویند.